# Florida Winter Series 2014
Die Florida-Winter-Series-Saison 2014 war die erste Saison der Florida Winter Series. Sie begann am 26. Januar in Sebring und endete am 19. Februar in Homestead. Insgesamt wurden zwölf Rennen auf vier Rennstrecken ausgetragen. Die Serie wurde von der Ferrari Driver Academy der Scuderia Ferrari unterstützt. Es gab keine Fahrerwertung. Antonio Fuoco war der Fahrer mit den besten Einzelplatzierungen.

## Fahrer
Es gab keine Teams. Alle Fahrer und Rennwagen wurden von einer Technikergruppe betreut.
Gefahren wurde mit dem Tatuus-Chassis FA10B mit 1,4-Liter-Motoren von Fiat Powertrain Technologies, die eine Leistung von 140 kW (≈190 PS) haben. Die Rennreifen liefert Hankook Tire.
| Nr. | Fahrer             | Rennwochenenden |
| --- | ------------------ | --------------- |
| 02  | Ed Jones           | 1–4             |
| 03  | Max Verstappen     | 1–4             |
| 04  | Dennis van de Laar | 1–4             |
| 05  | Lance Stroll       | 1–4             |
| 06  | Antonio Fuoco      | 1–4             |
| 07  | Tatiana Calderón   | 1–4             |
| 09  | Ben Anderson       | 1               |
| 09  | Will Buxton        | 2               |
| 09  | Ollie Marriage     | 4               |
| 11  | Alex Bosak         | 1–4             |
| 17  | Vasily Romanov     | 1–4             |
| 18  | Nicholas Latifi    | 1–4             |
| 23  | Takashi Kasai      | 1–4             |
| 53  | Raffaele Marciello | 1–4             |

## Rennkalender
Es wurden vier Rennveranstaltungen mit je drei Rennen ausgetragen. Ein Rennen dauerte 30 Minuten plus eine Runde. Es wurde auf drei verschiedenen Rennstrecken gefahren, die alle in Florida liegen. Die beiden letzten Veranstaltungen fanden beide auf dem Homestead-Miami Speedway statt, hatten jedoch unterschiedliche Streckenführungen. Die Rennen fanden nicht, wie es in anderen Serien üblich ist, an den Wochenenden statt, sondern an verschiedenen Wochentagen.
| Nr. | Datum       | Rennstrecke | Sieger             | Zweiter            | Dritter            |
| --- | ----------- | ----------- | ------------------ | ------------------ | ------------------ |
| 01. | 26. Januar  | Sebring     | Dennis van de Laar | Antonio Fuoco      | Nicholas Latifi    |
| 02. | 27. Januar  | Sebring     | Tatiana Calderón   | Antonio Fuoco      | Ed Jones           |
| 03. | 27. Januar  | Sebring     | Antonio Fuoco      | Ed Jones           | Dennis van de Laar |
| 04. | 04. Februar | Jupiter     | Antonio Fuoco      | Max Verstappen     | Ed Jones           |
| 05. | 05. Februar | Jupiter     | Nicholas Latifi    | Raffaele Marciello | Lance Stroll       |
| 06. | 05. Februar | Jupiter     | Max Verstappen     | Ed Jones           | Dennis van de Laar |
| 07. | 13. Februar | Homestead   | Antonio Fuoco      | Raffaele Marciello | Max Verstappen     |
| 08. | 14. Februar | Homestead   | Nicholas Latifi    | Lance Stroll       | Ed Jones           |
| 09. | 14. Februar | Homestead   | Antonio Fuoco      | Nicholas Latifi    | Max Verstappen     |
| 10. | 18. Februar | Homestead   | Nicholas Latifi    | Antonio Fuoco      | Ed Jones           |
| 11. | 19. Februar | Homestead   | Nicholas Latifi    | Ed Jones           | Dennis van de Laar |
| 12. | 19. Februar | Homestead   | Max Verstappen     | Nicholas Latifi    | Ed Jones           |

## Einzelergebnisübersicht
Es wurden keine Punkte vergeben. Die Sortierung der Fahrer in der Einzelergebnisübersicht erfolgt nach den Platzierungen.
| Fahrer         | SEB | SEB | SEB | PAL | PAL | PAL | HM1 | HM1 | HM1 | HM2 | HM2 | HM2 |
| -------------- | --- | --- | --- | --- | --- | --- | --- | --- | --- | --- | --- | --- |
| A. Fuoco       | 2   | 2   | 1   | 1   | 11  | 5   | 1   | 5   | 1   | 2   | 4   | 5   |
| N. Latifi      | 3   | NC  | 5   | 7   | 1   | 12  | 4   | 1   | 2   | 1   | 1   | 2   |
| M. Verstappen  | 4   | DNF | 8   | 2   | 7   | 1   | 3   | DNF | 3   | 4   | 5   | 1   |
| D. van de Laar | 1   | DNF | 3   | 4   | 4   | 3   | DNF | 4   | 5   | DNF | 3   | DNF |
| T. Calderón    | DNF | 1   | 6   | 5   | 5   | 6   | 6   | 6   | 6   | 9   | DNF | DNF |
| E. Jones       | 6   | 3   | 2   | 3   | 6   | 2   | 5   | 3   | 8   | 3   | 2   | 3   |
| R. Marciello   | 5   | DNF | DNF | 8   | 2   | 11  | 2   | 7   | 4   | 5   | DNF | 4   |
| L. Stroll      | 7   | 4   | 4   | 6   | 3   | 4   | DNF | 2   | 7   | DNF | DNS | DNS |
| A. Bosak       | 10  | 5   | 7   | 9   | DNF | 7   | DNF | 10  | 11  | 6   | 9*  | 7   |
| V. Romanov     | 9   | 6   | 10  | 10  | 8   | 8   | 7   | 8   | 9   | DNF | 6   | 8   |
| T. Kasai       | 11  | 7   | 11  | 11  | 9   | 9   | 8   | 9   | 10  | 7   | 8   | 6   |
| O. Marriage    |     |     |     |     |     |     |     |     |     | 8   | 7   | 9   |
| B. Anderson    | 8   | DNF | 9   |     |     |     |     |     |     |     |     |     |
| W. Buxton      |     |     |     | 12  | 10  | 10  |     |     |     |     |     |     |
| Fahrer         | SEB | SEB | SEB | PAL | PAL | PAL | HM1 | HM1 | HM1 | HM2 | HM2 | HM2 |

| Farbe      | Bedeutung                                          |
| ---------- | -------------------------------------------------- |
| Gold       | Sieger                                             |
| Silber     | 2. Platz                                           |
| Bronze     | 3. Platz                                           |
| Grün       | 4. und 5. Platz                                    |
| Hellblau   | 6. bis 10. Platz                                   |
| Dunkelblau | Rennen beendet (außerhalb der ersten zehn Piloten) |
| Violett    | Rennen nicht beendet                               |
| Rot        | nicht qualifiziert (DNQ)                           |
| Schwarz    | disqualifiziert (DSQ)                              |
| Weiß       | nicht am Start (DNS)                               |
| Weiß       | zurückgezogen (WD)                                 |
| Weiß       | Rennen abgesagt (C)                                |
| Blanko     | nicht teilgenommen                                 |
| Blanko     | nicht erschienen (DNA)                             |
| Blanko     | verletzt oder krank (INJ)                          |
| Blanko     | ausgeschlossen (EX)                                |

| Weitere Notation |                      |
| Fett             | Pole-Position        |
| Kursiv           | Schnellste Rennrunde |

| Farbe      | Bedeutung                                          |
| ---------- | -------------------------------------------------- |
| Gold       | Sieger                                             |
| Silber     | 2. Platz                                           |
| Bronze     | 3. Platz                                           |
| Grün       | 4. und 5. Platz                                    |
| Hellblau   | 6. bis 10. Platz                                   |
| Dunkelblau | Rennen beendet (außerhalb der ersten zehn Piloten) |
| Violett    | Rennen nicht beendet                               |
| Rot        | nicht qualifiziert (DNQ)                           |
| Schwarz    | disqualifiziert (DSQ)                              |
| Weiß       | nicht am Start (DNS)                               |
| Weiß       | zurückgezogen (WD)                                 |
| Weiß       | Rennen abgesagt (C)                                |
| Blanko     | nicht teilgenommen                                 |
| Blanko     | nicht erschienen (DNA)                             |
| Blanko     | verletzt oder krank (INJ)                          |
| Blanko     | ausgeschlossen (EX)                                |

| Weitere Notation |                      |
| Fett             | Pole-Position        |
| Kursiv           | Schnellste Rennrunde |